# Flughafen Lake Tahoe

i7
i11
i13
Der Flughafen Lake Tahoe (englisch Lake Tahoe Airport, IATA-Code: TVL, ICAO-Code: KTVL) ist ein öffentlicher Flughafen 3 km südwestlich von South Lake Tahoe, im El Dorado County, Kalifornien in den Vereinigten Staaten.

## Flughafendaten
Der Flughafen hat eine Asphaltpiste mit 2603 m Länge und 30 m Breite. Er befindet sich auf 1911 m Seehöhe. Die Gesamtfläche beträgt 140 ha.

## Geschichte
Der Flughafen in den Bergen der Sierra Nevada südlich des Lake Tahoe wurde 1959 mit einer 5900 Fuß (1798 m) langen Landebahn eröffnet. Ab 1962 gab es einige Fluglinien: Die ersten waren Futura Airlines, eine innerstaatliche Fluggesellschaft, und Paradise Airlines, beide flogen Lockheed L-049 Constellations. Paradise stellte den Betrieb nach einem tödlichen Unfall in den Bergen nahe Lake Tahoe ein. Pacific Air Lines flog ab 1964 mit Fairchild F-27. In diesem Sommer war Lake Tahoe eine Station auf einem F-27 „Milk-Run-Flug“: Flug 771 Reno–Lake Tahoe–Sacramento–San Francisco–San Jose–Fresno–Bakersfield–Los Angeles–San Diego. Im Jahr 1966 startete Pacific den ersten Jet-Service nach Lake Tahoe, mit Boeing 727-100 zwischen Los Angeles (LAX)-San Jose-Lake Tahoe. Eine Streckenkarte der Pacific Air Lines aus dem Jahr 1966 zeigt den Nonstop-Flug der 727 nach San Francisco (SFO) und Reno. Dieser 727-Dienst dauerte weniger als ein Jahr; Linienflüge mit Jets wurden von der lokalen Regierung verboten, nachdem Pacific ihre 727-Flüge eingestellt hatte. Pacific Air Lines und die Nachfolger Air West und Hughes Airwest führten bis 1973 weiterhin F-27-Flüge durch.
Holiday Airlines flog Lake Tahoe in den 1960er und frühen 1970er Jahren mit Lockheed L-188 Electras an, gefolgt von Pacific Southwest Airlines (PSA) und Air California (später AirCal) Electras ab 1975. Sierra Pacific Airlines, eine Zubringerfluggesellschaft, bediente den Flughafen Mitte der 1960er Jahre mit Flügen nach San Francisco, San Jose, Oakland und Monterey. Die Zubringerfluggesellschaft Skymark Airlines, ein Vorgänger von Golden West Airlines (die später auch den Flughafen bediente), flog Ende der 1960er Jahre mit DHC-6 Twin Otter nonstop nach Sacramento und Fresno und direkt nach Oakland, San Jose und Monterey. Golden Pacific Airlines (1969–1973), eine Zubringerfluggesellschaft, flog 1969 mit Beechcraft 99 Turboprops nonstop von San Francisco, Sacramento und Reno nach Lake Tahoe. Valley Airlines, eine weitere Zubringerfluggesellschaft, bediente den Flughafen 1969 ebenfalls mit Nonstop-Flügen nach Reno, San Francisco, San Jose und Stockton.
PSA ließ Lake Tahoe 1979 fallen, ebenso wie Air California einige Monate später. Die Nachfolger waren Aspen Airways und Cal Sierra Airlines, beide mit Convair 580, und Air Pacific (USA) und die Nachfolgerin Golden Gate Airlines sowie Golden West Airlines, wobei alle drei Fluggesellschaften de Havilland Canada DHC-7 betrieben. Pacific Coast Airlines (ehemals Apollo Airways) bediente den Flughafen mit Handley Page Jetstreams, während Gulf Air Transport, McCulloch International Airlines und Nomads Travel Club für außerplanmäßige Glücksspielcharter alle Electras nutzten. Weitere Turboprop-Betreiber waren Royal American Airways mit der Vickers Viscount, Sierra Expressway mit der BAe Jetstream 32 und Alpha Air, die als Trans World Express für TWA mit der Beechcraft 1900C operierte.
Im Frühjahr 1981 flogen sechs Regional- und Zubringerfluggesellschaften Lake Tahoe an, darunter Air Sierra, Aspen Airways, Cal Sierra Airlines, Golden Gate Airlines, Golden West Airlines und Great Sierra Airlines, mit insgesamt bis zu 24 Flügen pro Tag. In der OAG-Ausgabe vom 1. April 1981 sind Nonstop-Flüge von Burbank, Fresno, Los Angeles, Oakland, Orange County, Reno, San Diego, San Francisco, San Jose und Truckee, Kalifornien aufgeführt.
Der Flugverkehr wurde 1983 mit McDonnell Douglas MD-80, gefolgt von Boeing 737-300, von AirCal wieder aufgenommen. AirCal flog nonstop nach Los Angeles, San Francisco und San Jose, Kalifornien sowie direkt nach Burbank und Orange County. Im Jahr 1987 wurde ein täglicher AirCal-737-300-Flug direkt über San Francisco und Orange County zum Flughafen Chicago O’Hare geplant.
American Airlines erwarb AirCal im Jahr 1987 und bediente Lake Tahoe weiterhin mit den ehemaligen AirCal 737-300, wechselte jedoch bald zu seinem Regionalpartner American Eagle, der in den 1990er Jahren Saab 340 und Fairchild Swearingen Metroliner zum Flughafen betrieb. American war die einzige große Fluggesellschaft, die Lake Tahoe anflog. Ende 1989 waren American und das Code-Sharing-Tochterunternehmen American Eagle die einzigen Fluggesellschaften am Lake Tahoe, American mit Boeing 737-200 und American Eagle mit Metro III.
Im Jahr 1999 startete Casino Express Airlines unter dem Namen Tahoe Air den Nonstop-Billigflugdienst mit Boeing 737-200 nach San Jose und Los Angeles (LAX). Allegiant Air flog von 1999 bis 2000 mit der McDonnell Douglas DC-9 nonstop nach Burbank, Fresno, Las Vegas und Long Beach. Tahoe Air stellte den Betrieb später im Jahr 1999 ein, während Allegiant im Jahr 2000 sämtliche Flüge einstellte und später zu einem Billigflieger wurde, der immer noch im Geschäft ist. Seitdem gibt es in Lake Tahoe keine regulären Passagierflüge mehr, und das Gebiet wird jetzt vom Reno-Tahoe International Airport und dem Sacramento International Airport angeflogen.
Aufgrund von Budgetkürzungen im Jahr 2001 stellte die FAA die Finanzierung von Wetterbeobachtern vor Ort ein, die auch als Fluglotsen des Flughafens gedient hatten. Da der Stadtrat von South Lake Tahoe keine Ersatzfinanzierung fand, stimmte er am 1. Oktober 2004 für die Schließung des Flugsicherungsturms des Flughafens.
Trotz der Schließung des Towers bedient der Flughafen weiterhin den Verkehr der allgemeinen Luftfahrt und nutzt Selbstmeldeverfahren für nicht kontrollierte Flughäfen. Ab 2006 wurde das ehemalige Terminalgebäude für kommerzielle Fluggesellschaften des Flughafens renoviert und in ein neues Rathaus und Verwaltungsbüro für die Stadt South Lake Tahoe umgewandelt. Durch den Umzug auf ein Flughafengelände konnte die Stadt den steigenden Pachtkosten an ihrem alten Standort im Viertel Al Tahoe entgegenwirken.

## Flugbetrieb
Im Jahre 2018 fanden 25.875 Flugbewegungen statt, davon 4.668 lokale Bewegungen, 19.632 Zwischenlandungen, 1.100 Air-Taxi-Flüge und 415 militärische Flüge. Im Jahr 2018 waren 18 einmotorige Flugzeuge, ein zweimotoriges Flugzeug und 2 Helikopter hier stationiert.
In den 1970er Jahren wurden durchschnittlich 120.000 Passagiere pro Jahr transportiert. Die höchste Zahl an Passagieren gab es 1978 mit 294.000.
weitere Jahreszahlen:
- 1979  169,683
- 1980  068.729
- 1982  037.553
- 1983  091.422
- 1999  011.950

## Zwischenfälle
- Am 1. März 1964 wurde eine Lockheed L-049 Constellation der US-amerikanischen Paradise Airlines (Luftfahrzeugkennzeichen N86504) 17 Kilometer nordöstlich des Zielflughafens Lake Tahoe (Kalifornien, USA) in einer Höhe von 2640 Metern in den Berg Genoa Peak geflogen, nahe der Ortschaft Zephyr Cove (Nevada). Die vom Flughafen San José kommende Maschine war nach Sichtflugregeln unterwegs. Das Wetter am Zielort war außerhalb der hierfür zulässigen Grenzen mit Wolken in 600 Metern über der Flughafenhöhe, einer Sicht von 4800 Metern und Schneeschauern. Der Anflug wurde abgebrochen, der Flug in Richtung Nordnordost fortgesetzt, allerdings in Wolken und unterhalb der notwendigen Mindestsicherheitshöhe in dem bergigen Gelände, bis das Flugzeug auf dem Bergrücken aufschlug. Außerdem wurde ermittelt, dass die Piloten den Flug in Vereisungsbedingungen fortsetzten, obwohl die Maschine nicht mit funktionierenden Enteisungsvorrichtungen ausgerüstet war. Durch diesen CFIT (Controlled flight into terrain) wurden alle 85 Insassen getötet, die vier Besatzungsmitglieder und 81 Passagiere. Dies war der Unfall einer Lockheed Constellation mit den meisten Todesopfern.[26][27][28]